# Lano
Lano (korsisch Lanu) ist eine Gemeinde auf der französischen Insel Korsika. Sie gehört zur Region Korsika, zum Département Haute-Corse, zum Arrondissement Corte und zum Kanton Golo-Morosaglia. Die Bewohner nennen sich Lanais oder Laninchi.

## Geografie
Der Dorfkern liegt auf ungefähr 600 Metern über dem Meeresspiegel im korsischen Gebirge. Nachbargemeinden sind Aiti im Norden, San-Lorenzo im Nordosten, Érone im Osten, Rusio im Südosten, Tralonca im Südwesten und Omessa im Westen.

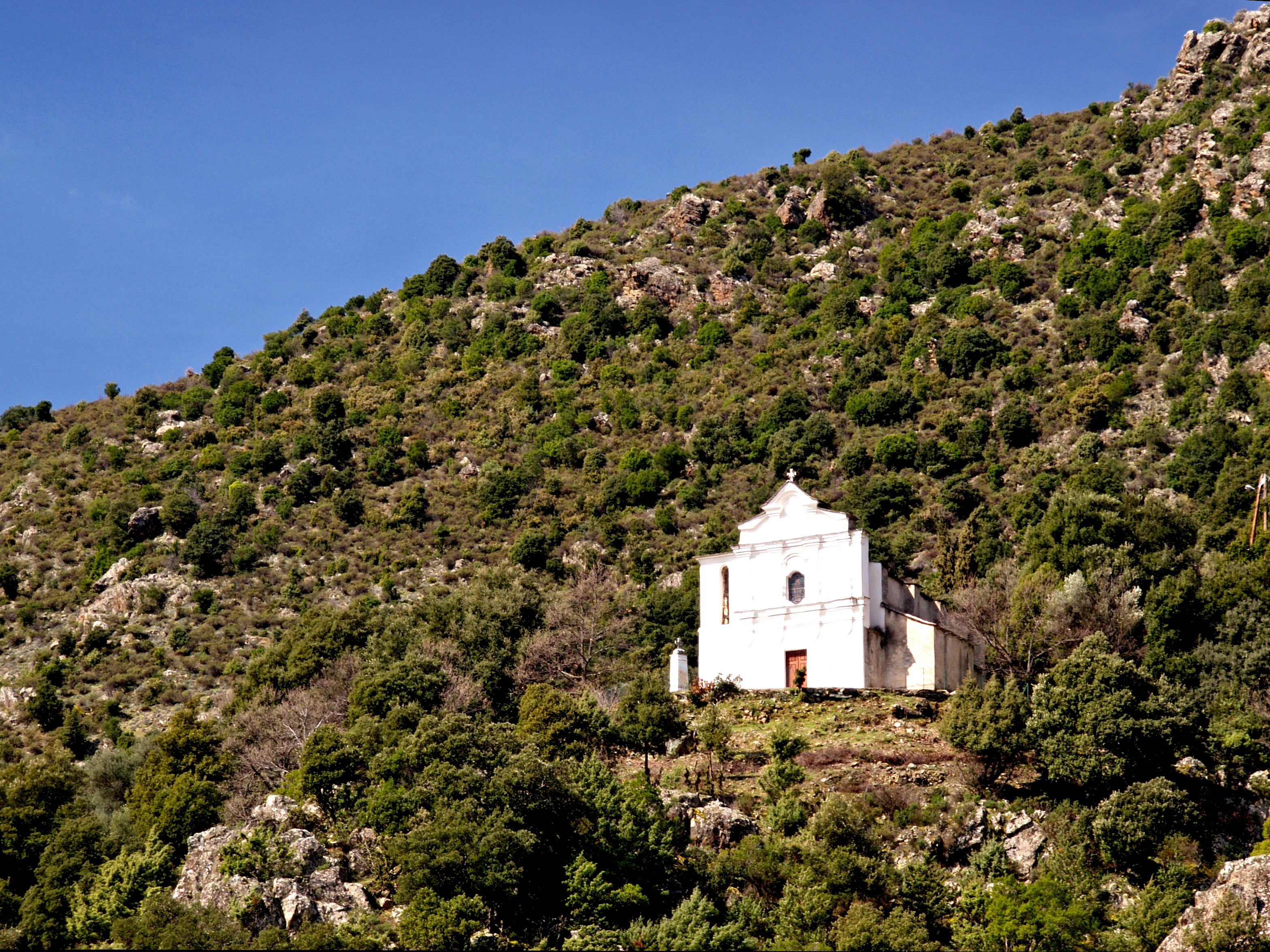
Kirche Saint-Clément

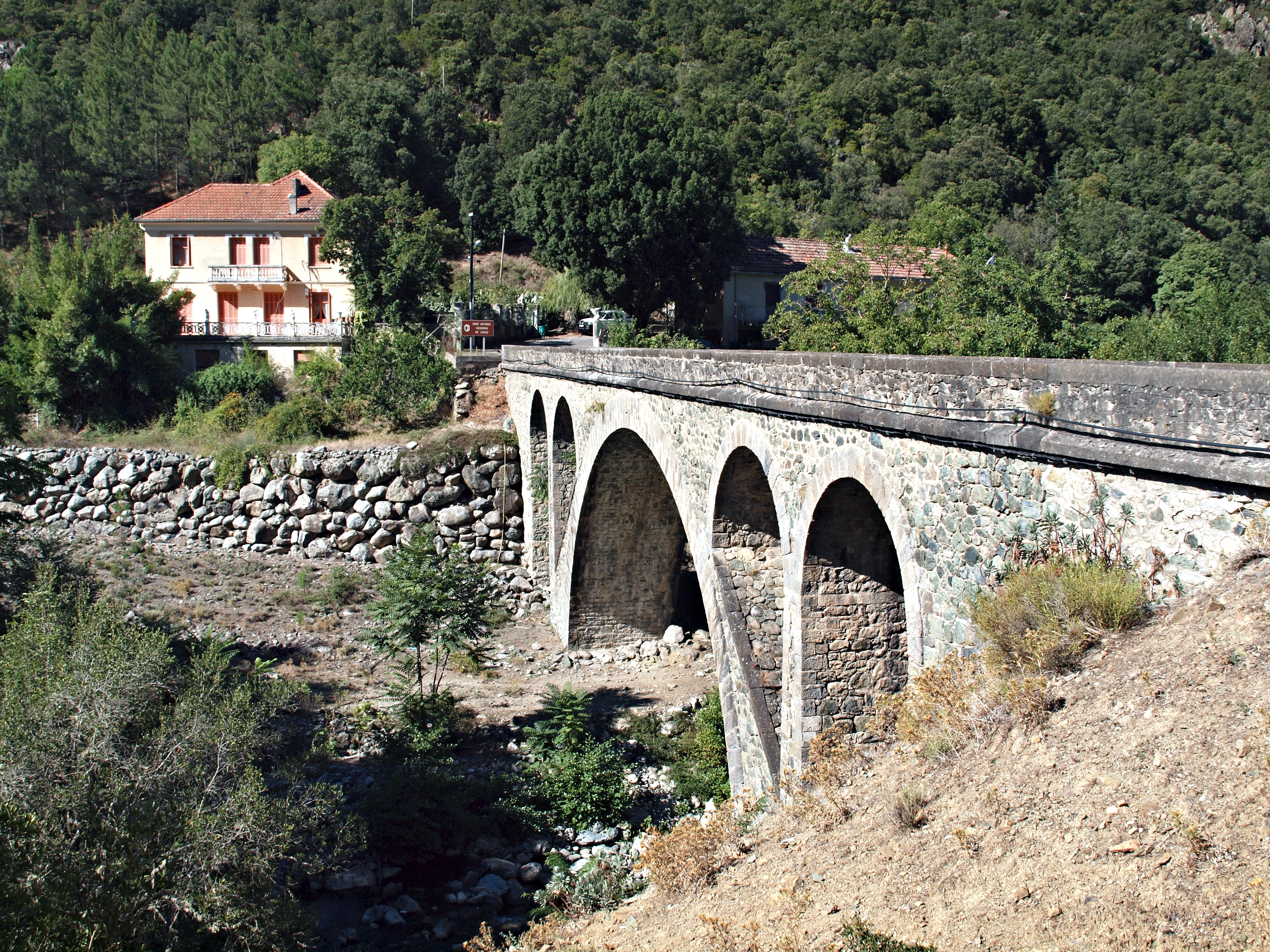
Brücke über die Casaluna

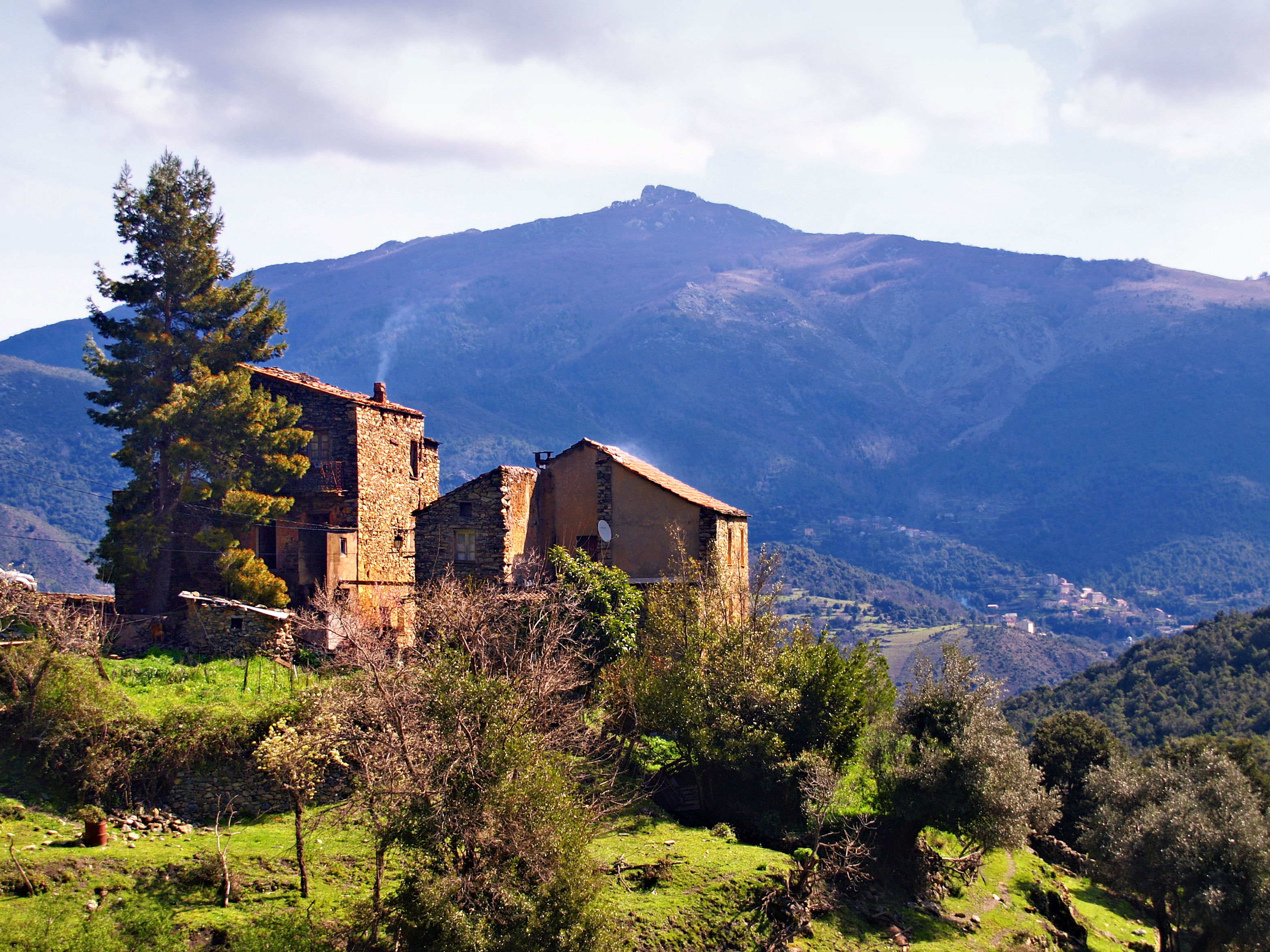
Lano mit dem 1767 m hohen Monte San Petrone

## Bevölkerungsentwicklung
| Jahr      | 1962 | 1968 | 1975 | 1982 | 1990 | 1999 | 2008 | 2012 |
| --------- | ---- | ---- | ---- | ---- | ---- | ---- | ---- | ---- |
| Einwohner | 72   | 58   | 49   | 40   | 20   | 21   | 22   | 24   |